# Kandid
A Kandid a latin Candidus név rövidülése, jelentése fehér, fénylő, ragyogó.  Női párja: Kandida. 

## Gyakorisága
Az 1990-es években szórványos név, a 2000-es években nem szerepel a 100 leggyakoribb férfinév között.

## Névnapok
- március 10.[2]